# Larix griffithii
Larix griffithii är en tallväxtart som beskrevs av Joseph Dalton Hooker. Larix griffithii ingår i släktet lärkar och familjen tallväxter.
Arten förekommer i östra Himalaya från östra Nepal och sydöstra Tibet över den indiska delstaten Sikkim och Bhutan till delstaten Arunachal Pradesh (likaså Indien). Den växer i regioner som ligger 1800 till 4100 meter över havet. Vädret i regionen kännetecknas av mycket regn, främst under monsunen och årsnederbörden kan gå upp till 2 000 mm.
Nära trädgränsen bildar Larix griffithii ofta trädgrupper eller skogar där inga andra träd ingår. I bergstraktens lägre delar bildas skogar tillsammans med Abies spectabilis, Abies densa, himalajatall, Picea spinulosa, Tsuga dumosa, everestbjörk och arter av ensläktet. Även buskar av rododendronsläktet ingår.
Arten växer ofta i svårtillgängliga regioner och därför används träet sällan. Efter varma vintrar utvecklas barren tidigt under våren och de är sedan känsliga för dagar med frost. Larix griffithii är inte sällsynt. IUCN kategoriserar arten globalt som livskraftig.

## Underarter
Arten delas in i följande underarter:
- L. g. griffithii
- L. g. speciosa

## Bildgalleri

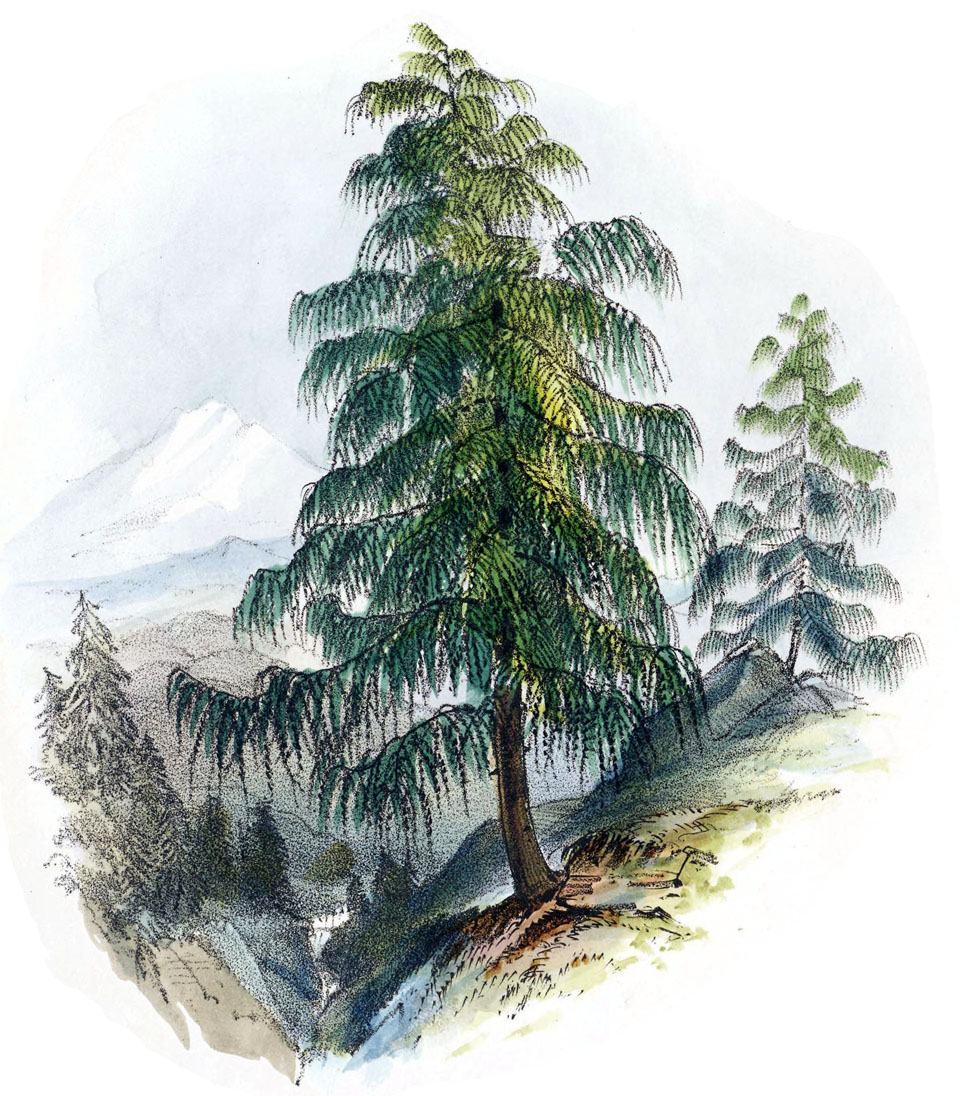